# The Toys

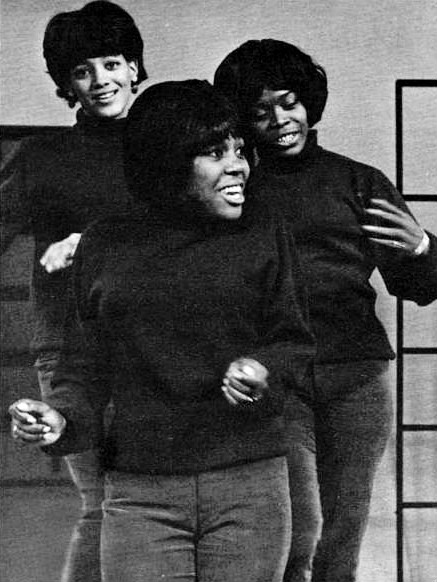
The Toys (1965)

The Toys war eine US-amerikanische Girlgroup der 1960er-Jahre.

## Geschichte
Die drei Mädchen lernten sich bereits auf der Woodrow Wilson High School kennen und unternahmen dort erste gemeinsame Gesangsversuche. Nach Schulabschluss bekamen sie erste Auftritte als Backgroundsängerinnen, dann erhielten sie einen Schallplatten-Vertrag. Als erstes Lied wurde 1965 A Lover’s Concerto veröffentlicht, eine Adaption des Christian Petzold zugeschriebenen Menuett in G-Dur aus dem Notenbüchlein für Anna Magdalena Bach. Es wurde der erste und einzige Millionenseller des Mädchentrios.
Sie bekamen daraufhin zahlreiche Auftritte in Fernsehshows und spielten in dem Spielfilm The Girl in Daddy's Bikini mit, verschwanden aber bereits Ende 1966 wieder in der Versenkung.

## Mitglieder
- Barbara Harris (* 18. August 1945 in Elizabeth/New Jersey, USA)
- Barbara Parritt (* 1. Oktober 1944 in Wilmington/North Carolina, USA)
- June Monteiro (* 1. Juli 1946 in Jamaica, New York, USA)

## Diskografie

### Alben
| Jahr | Titel                                           | Höchstplatzierung, Gesamtwochen, AuszeichnungChartsChartplatzierungen (Jahr, Titel, Platzierungen, Wochen, Auszeichnungen, Anmerkungen) | Anmerkungen |
| Jahr | Titel                                           | US | Anmerkungen |
| ---- | ----------------------------------------------- | --- | ----------- |
| 1965 | The Toys Sing "A Lover’s Concerto" and "Attack! | US92 (8 Wo.)US |             |

### Singles
| Jahr | Titel Album                       | Höchstplatzierung, Gesamtwochen, AuszeichnungChartplatzierungen (Jahr, Titel, Album, Platzierungen, Wochen, Auszeichnungen, Anmerkungen) | Höchstplatzierung, Gesamtwochen, AuszeichnungChartplatzierungen (Jahr, Titel, Album, Platzierungen, Wochen, Auszeichnungen, Anmerkungen) | Anmerkungen |
| Jahr | Titel Album                       | UK | US | Anmerkungen |
| ---- | --------------------------------- | --- | --- | ----------- |
| 1965 | A Lover’s Concerto –              | UK5 (13 Wo.)UK | US2 Gold · (15 Wo.)US |             |
| 1966 | Attack –                          | UK36 (4 Wo.)UK | US18 (9 Wo.)US |             |
| 1966 | May My Heart Be Cast into Stone – | — | US85 (3 Wo.)US |             |
| 1966 | Baby Toys –                       | — | US76 (4 Wo.)US |             |